# 一氯化溴
一氯化溴（Bromine monochloride），又称氯化溴，为溴的一种氯化物，化学式为BrCl。常温下，它是一种不稳定的红棕色气体，沸点5℃，熔点-66℃。CAS号为13863-41-7。氯化溴可溶于二硫化碳、乙醚。

## 用途
一氯化溴可用作自来水杀菌剂等，同時能應用在部分鋰電池（Li-SO2）中以加大電壓和能量密度。